# Francesco Graziani (Sänger)

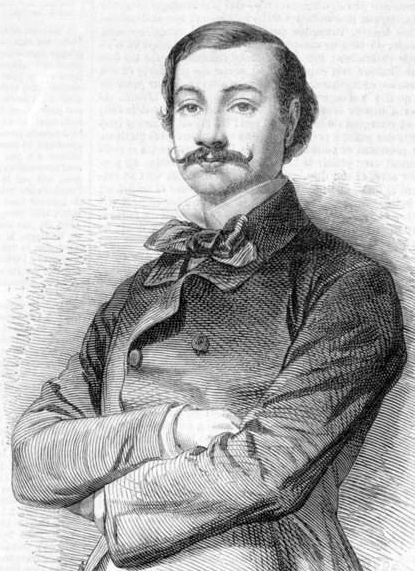
Francesco Graziani, 1855

Francesco Graziani (26. April 1828 in Fermo – 30. Juni 1901 in Grottazzolina) war ein italienischer Opernsänger (Bariton).

## Leben
Nachdem er vom Pädagogen Cellini ausgebildet wurde, betrat er die Bühne 1851 in Ascoli Piceno als „Conte di Vergy“ in Gemma di Vergy von Donizetti zum ersten Mal. Nachdem er an einigen großen italienischen Opernhäusern gewirkt hatte, kam er 1855 das erste Mal an die Covent Garden Oper in London (Antrittsrolle: „Carlos“ in Ernani). Bis 1880 war er fast ständig in London zu Gast, dort kreierte er 1855 den „Grafen Luna“ im Il trovatore, 1865 den „Nelusco“ in L’Africaine, 1867 den „Posa“ im Don Carlos, 1876 den „Amonasro“ in Aida, alle an der vorgenannten Oper.
In der Zeit von 1853 bis 1861 war er als Gast in Paris ebenfalls erfolgreich, u. a. 1861 am Théâtre-Italien in der Premiere von Un ballo in maschera. Am 10. Novemberjul. / 22. November 1862greg. war er als „Don Carlos“ in der Uraufführung von La forza del destino an der Kaiserlichen Hofoper St. Petersburg mit von der Partie. 1854 bereiste er auf einer Tournee die USA.
Graziani verfügte über eine schöne und warme Baritonstimme, war aber künstlerisch ansonsten eher wenig begabt. Die Kritik wies immer wieder auf Mängel in der Phrasierung hin. Auch sein musikalischer Vortrag war eher schlecht, ebenso fehlte ihm darstellerisches Talent. Politisch gesehen war er auf Seiten Giuseppe Mazzinis, ein Freiheitskämpfer im Rahmen des Risorgimento.
Die Opernsänger, der Tenor Lodovico Graziani (1820–1885) und der Bariton Vincenzo Graziani (1836–1906) waren seine Brüder.